# Hermann Schaaffhausen

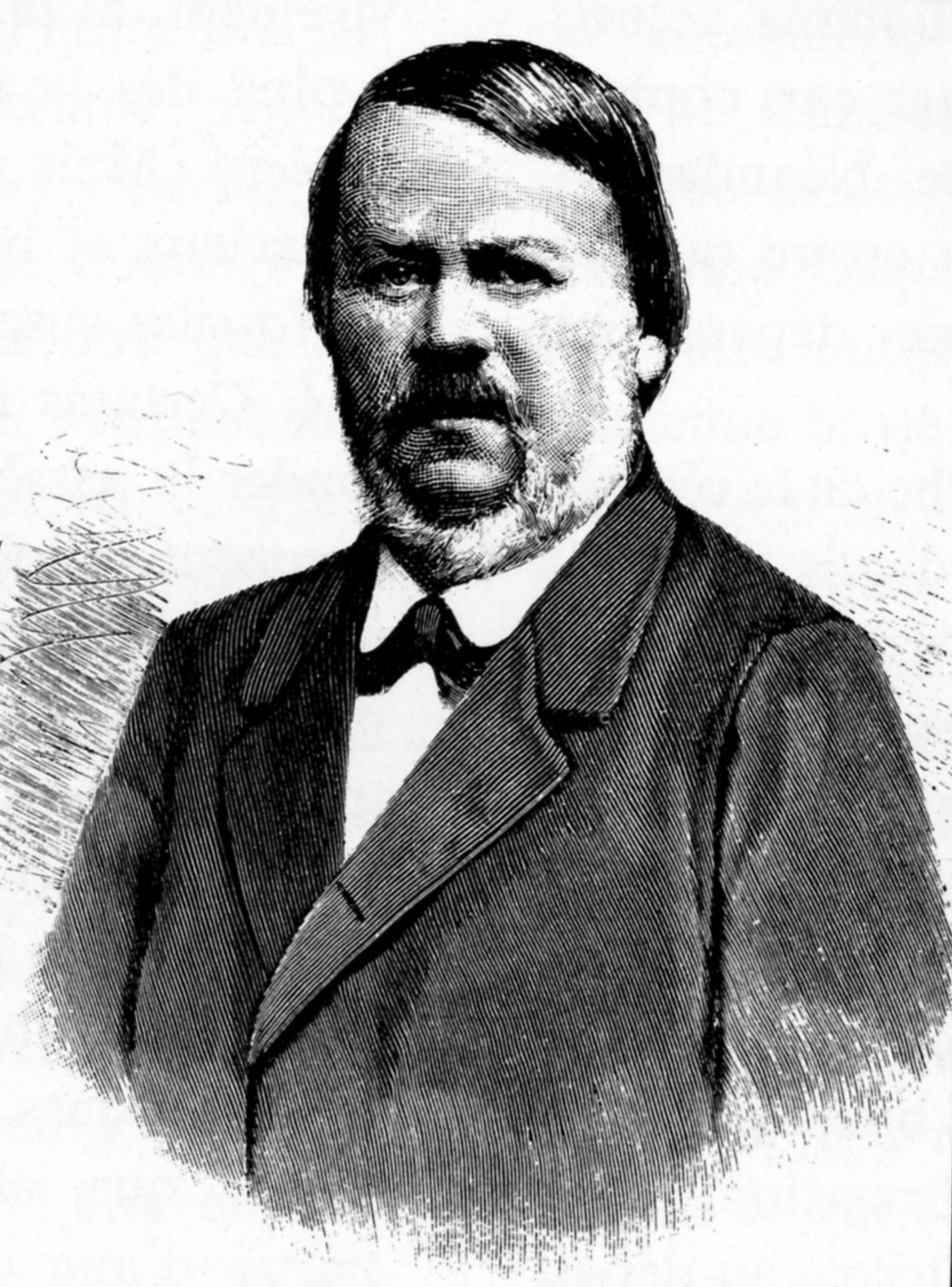
Hermann Schaaffhausen

Hermann Schaaffhausen (Koblenz, 1816 - Bonn, 1893) was een Duits antropoloog en anatoom die met Johann Carl Fuhlrott bekend werd als de ontdekker van de Neandertaler. Hij groef het skelet van de neanderthaler niet zelf op maar wijdde er als eerste wetenschappelijke artikelen aan.
- Bibsys: 1040883
- Biblioteca Nacional de España: XX1434522
- CiNii: DA13724965
- Gemeinsame Normdatei: 118911414
- International Standard Name Identifier: 0000 0000 8356 6720
- Library of Congress Control Number: n90725173
- Nederlandse Thesaurus van Auteursnamen: 239312082
- SNAC: w6rr4x1c
- Système universitaire de documentation: 160859360
- Virtual International Authority File: 10644430
- WorldCat: E39PBJfRHh8hrMc6yfwKMKfyVC